# Liste des divisions de recensement de l'Alberta
Les divisions de recensement de l'Alberta sont des subdivisions de la province créées par Statistique Canada. Elles sont au nombre de 19 et ont chacune un ou plusieurs gouvernements municipaux qui ont en charge les municipalités de comté, les districts municipaux, les zones spéciales, les municipalités spécialisées, les municipalités régionales, les villes, les villages, les campements amérindiens et les réserves amérindiennes. Les divisions de recensement ne disposent pas d'un pouvoir local en Alberta.

## Liste des divisions de recensement

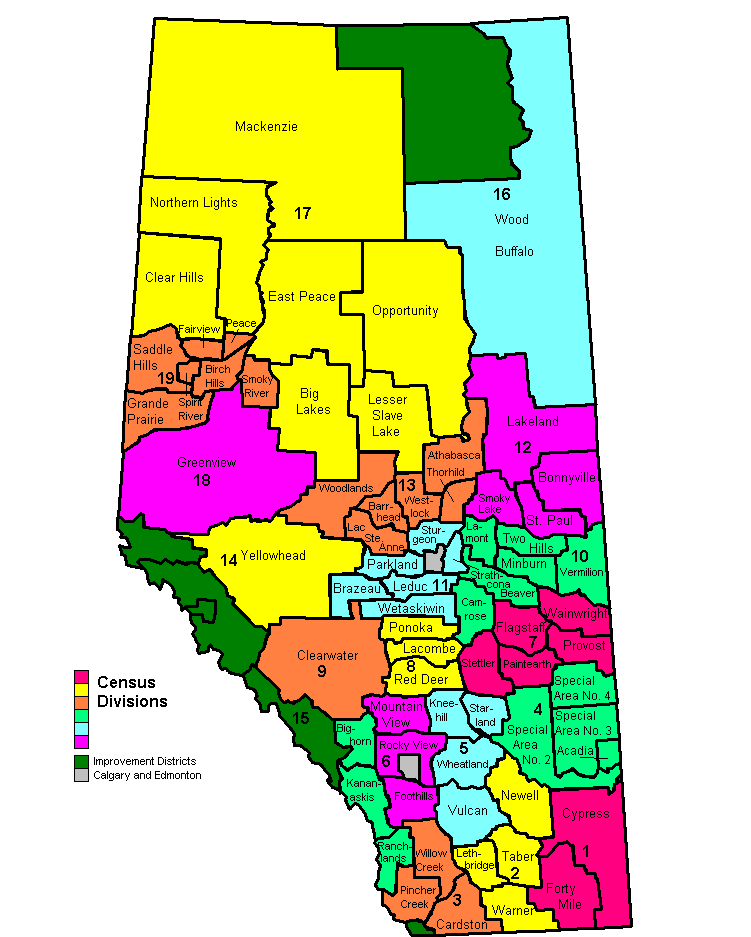
Carte des districts municipaux (dont les « comtés ») et des districts d'amélioration d'Alberta.

Carte de la densité de population par division de recensement en Alberta (en hab./km) :
0-1
1.1-2
2.1-5
5.1-10
10.1-20
20.1-40
40.1-60
60.1-80
>80

| Division | Population | Superficie (km²) | Densité (/km²) | Ville principale     | Subdivisions | Carte       |
| -------- | ---------- | ---------------- | -------------- | -------------------- | --- | ----------- |
| 1        | 74 550     | 20 526           | 3,6            | Medicine Hat         | Comté de Cypress, Comté de Forty Mile No 8 | Division 1  |
| 2        | 142 429    | 17 660           | 8,1            | Lethbridge           | Brooks, Comté de Lethbridge, Comté de Newell, Taber, Comté de Warner No 5 | Division 2  |
| 3        | 37 846     | 13 866           | 2,7            | Fort Macleod         | Comté de Cardston, District d'amélioration No 4, Pincher Creek No 9, Willow Creek No 26 | Division 3  |
| 4        | 10 600     | 21 467           | 0,5            | Hanna                | Acadia No 34, Zone spéciale No 2, Zone spéciale No 3, Zone spéciale No 4 | Division 4  |
| 5        | 51 104     | 16 775           | 3,0            | Drumheller           | Comté de Kneehill, Comté de Starland, Comté de Vulcan, Comté de Wheatland | Division 5  |
| 6        | 1 160 936  | 12 645           | 91,8           | Calgary              | Airdrie, Foothills No 31, Comté de Mountain View, Comté de Rocky View | Division 6  |
| 7        | 39 909     | 19 210           | 2,1            | Stettler             | Comté de Flagstaff, Comté de Paintearth No 18, Provost No 52, Comté de Stettler No 6, Wainwright No 61                                                                                                  | Division 7  |
| 8        | 175 337    | 9 909            | 17,7           | Red Deer             | Comté de Lacombe, Comté de Ponoka, Comté de Red Deer | Division 8  |
| 9        | 20 351     | 18 921           | 1,1            | Rocky Mountain House | Comté de Clearwater | Division 9  |
| 10       | 86 796     | 20 452           | 4,2            | Camrose Lloydminster | Comté de Beaver, Comté de Camrose, District d'amélioration No 13, Comté de Lamont, Comté de Minburn, Comté de Two Hills No 21, Comté de Vermilion River                                                 | Division 10 |
| 11       | 1 076 103  | 15 754           | 68,3           | Edmonton             | Comté de Brazeau, Fort Saskatchewan, Leduc, Comté de Leduc, Comté de Parkland, Sherwood Park, Spruce Grove, Saint Albert, Comté de Strathcona, Comté de Sturgeon, Wetaskiwin, Comté de Wetaskiwin No 10 | Division 11 |
| 12       | 59 990     | 30 047           | 2,0            | Saint-Paul           | Bonnyville No 87, Cold Lake, Comté de Lac La Biche, Comté de Smoky Lake, Comté de Saint-Paul No 19 | Division 12 |
| 13       | 66 972     | 24 373           | 2,7            | Athabasca            | Comté d'Athabasca, Comté de Barrhead No 11, Comté de Lac Sainte-Anne, Comté de Thorhild, Comté de Westlock, Comté de Woodlands                                                                          | Division 13 |
| 14       | 27 881     | 26 964           | 1,0            | Edson                | Comté de Yellowhead | Division 14 |
| 15       | 34 150     | 28 400           | 1,2            | Banff                | Bighorn No 8, Crowsnest Pass, District d'amélioration No 9, District d'amélioration No 12, District d'amélioration No 25, Jasper, Pays de Kananaskis, Ranchland No 66                                   | Division 15 |
| 16       | 53 080     | 97 267           | 0,5            | Fort McMurray        | District d'amélioration No 24, Wood Buffalo | Division 16 |
| 17       | 59 282     | 192 084          | 0,3            | Slave Lake           | Big Lakes, Comté de Clear Hills, Comté de Northern Sunrise, Lesser Slave River No 124, Comté de Mackenzie, Comté de Northern Lights, Opportunity No 17                                                  | Division 17 |
| 18       | 14 322     | 33 205           | 0,4            | Grande Cache         | Greenview No 16 | Division 18 |
| 19       | 98 712     | 20 518           | 4,8            | Grande Prairie       | Comté de Birch Hills, Fairview No 136, Comté de Grande Prairie No 1, Peace No 135, Comté de Saddle Hills, Smoky River No 130, Spirit River No 133                                                       | Division 19 |